# 영응대군
영응대군(永膺大君, 1434년 6월 1일(음력 4월 15일) ~ 1467년 3월 16일(음력 2월 2일))은 조선의 왕족이며 세종의 15남이며 적8남이다. 어머니는 소헌왕후이다. 문종과 세조의 막내 남동생이다. 세종이 계양군과 더불어 가장 아끼고 사랑한 자식이었으며 문종과 세조 또한 총애하였다.

## 생애

### 탄생과 대군시절
이름은 염(琰)이며, 1434년(세종 16년) 4월 15일, 세종의 열다섯번째 아들이자, 소헌왕후의 여덟째 아들로 태어났다.
세종과 소헌왕후에게는 막내 아들이며 세종이 자신의 아들 중 가장 사랑하였는데, 실제로 《세종실록》과 《단종실록》, 《세조실록》 등에서 영응대군과 관련한 기사에는 '매우 사랑하여(甚愛)', '가장 사랑하여(最鍾愛 · 鍾愛)', '사랑하는 아들(愛子)', '총애하여(寵愛)' 등의 표현이 등장하며, 세종 스스로도 늦은 나이에 얻은 아들이라 매우 사랑한다고 언급하기도 하였다.
세종은 다른 왕자들과 달리 영응대군에게만 '아버지'라고 부르게 하였으며, 항상 곁에 두고 식사를 하였다.
1441년(세종 23년), 영흥대군(永興大君)에 봉해졌으며, 1447년(세종 29년) 역양대군(歷陽大君)으로, 다시 영응대군(永膺大君)으로 개봉되었다.
 
임금이 평강현(平康縣) 노벌(蘆伐)에서 사냥하는 것을 구경하였다.
세자(문종)가 활과 화살을 가지고 수레 앞에 서 있는데,
짐승이 앞을 지나가므로 쏘니 살에 맞아 거꾸러졌다.
여러 대군(大君)들도 모두 이리저리 달리면서 활을 쏘았다.
이때 영흥대군(永興大君) 이염(李琰)이 나이 바야흐로 아홉 살인데,
임금이 그를 대단히 사랑하여 만약 쫓기다 지친 짐승이 엎드려 있으면,
가던 연(輦)을 멈추게 하고서 사람을 시켜 염의 말을 그리로 몰게 하여 쏘게 하였다.
율평(栗平)에서 사냥하고 재송평(裁松平)에 머물렀다.
 
 — 《세종실록》 95권,
세종 24년(1442년 명 정통(正統) 7년) 3월 7일 (무진)
1445년(세종 27년) 4월 21일, 송복원(宋復元)의 딸 대방부부인 송씨(帶方府夫人 宋氏)와 혼인하였다.
 
영흥대군(永興大君) 이염(李琰)이 행 통례문 판관 송복원(宋復元)의 딸에게 장가들었다.
임금이 대군을 사랑하여 모든 보내는 물품을 여러 아들과 달리한 것은 다 기록할 수 없다.

 — 《세종실록》 108권,
세종 27년(1445년 명 정통(正統) 10년) 4월 21일 (갑자)
세종은 영응대군의 집을 영건하는 문제에 대해 의논하였는데, 안국방의 민가를 헐어 영응대군의 집을 지어주라 하였다.
1449년(세종 31년), 세종은 영응대군의 아내인 대방부부인 송씨에게 병이 있자 폐하여 내쫓았다. 이후 영응대군은 참판 정충경의 딸 춘성부부인을 맞아들였다.
 
영응대군(永膺大君) 이염(李琰)이 죽은 부윤(府尹) 정충경(鄭忠敬)의 딸에게 장가들었다.
임금이 이염(李琰)을 사랑하기를 여러 아들 중에 특별히 달리 하여,
여러 만금의 진귀한 보물을 상사(賞賜)하였다.
 — 《세종실록》 124권,
세종 31년(1449년 명 정통(正統) 14년) 6월 26일 (갑술)
1450년(세종 32년), 세종은 당시 왕세자였던 문종과 수양대군(세조)을 불러 유교를 내리며 본인 사후에도 형제간의 우애를 돈독히 할 것을 명하며 영응대군을 잘 보살펴 줄 것을 부탁하였다. 세종은 병세가 심해지자 영응대군의 집으로 이어하였으며 이곳에서 숨을 거두었다.
1453년(단종 1년), 영응대군은 첫번째 아내인 대방부부인 송씨를 그리워하여 서로 몰래 만났는데, 이에 춘성부부인 정씨를 내치고 송씨와 재결합하였다.
세조를 지지하여 세조 즉위 후 많은 총애를 받았으며 왕실 종친으로 각종 행사와 연회에 참석하였다.

### 사망
1467년(세조 13년) 2월 2일 졸하였다. 세조는 매우 슬퍼하며 음식을 먹지 않았으며, 예조에 명하여 장례를 후하게 치를것을 전지하였다. 영응대군묘는 경기도 시흥시 군자동에 있다.
영응대군 이염의 졸기

영응대군(永膺大君) 이염(李琰)이 졸(卒)하였다.
염(琰)은 세종(世宗)의 여덟째 아들로서,
겨우 말을 할 줄 알 적에 어린아이를 조각하여 만든 화촉을 보고 놀라며 말하기를,
"초[燭]가 타면 반드시 (초에 조각한) 어린아이에게 미치게 될 것이니 차마 보지 못하겠다." 하니,
세종이 이를 크게 기특하게 여겼다.
처음에 영흥대군(永興大君)에 봉하였다가 뒤에 영응대군(永膺大君)으로 고쳤다.
세종이 매우 사랑하여 일찍이 염(琰)을 세조(世祖)에게 부탁하였으므로,
세조가 보살펴 주기를 여러 아우들보다 특별히 하였다.
염이 일찍이 병이 드니, 세조가 매우 염려하여 무릇 병이 나을 수 있는 것은 해 보지 않은 것이 없었고,
중사(中使)의 왕래가 길에 끊이지 아니하였다.
염은 타고난 자질이 순후(醇厚)하고, 글씨와 그림에 뛰어나며, 음률(音律)에 밝았다.
세종이 일찍이 내탕고의 진귀한 보물을 염에게 모두 주려고 하다가 이를 하지 못하고 훙(薨)하였으므로,
문종(文宗)이 즉위하고 얼마 있다가 내탕고의 보물을 내려 주어 그 집으로 다 가져갔다.
이로써 어부(御府)의 대대로 전해 내려오던 보화(寶貨)가 모두 염에게로 돌아가니, 그 재물이 매우 많았다.
그러나 자못 검소하고 절약하여 사치를 일삼지 아니하고, 입시하여서도 겸공(謙恭)하고 근각(謹恪)하여
조금도 과실이 있지 아니하므로, 세조가 매우 중히 여기었다.
세종이 일찍이 송복원(宋復元)의 딸을 택하여 배필로 삼았는데,
송씨(宋氏)가 병이 있어서 세종이 명하여 그를 버리게 하고 정충경(鄭忠敬)의 딸에게 다시 장가들게 하였다.
세종이 승하하자, 염이 송씨를 그리워하여 정씨를 내쫓고 송씨와 다시 합하여 살았다.
처음에 군부(君父)의 명령 때문에 송씨를 버렸고,
정씨는 또한 버릴 만한 죄가 없는데도 사랑과 미움으로 내쫓고 받아들였으므로
당시의 의논들이 이것을 단점으로 삼았다.
시호를 경효(敬孝)라 하였으니,
밤낮으로 경계한 것을 경(敬)이라 하고, 도덕을 지키고 어기지 아니하는 것을 효(孝)라 한다.
측실(側室)에 아들 하나가 있다.

## 가족 관계

### 직계 조상
- 조부 : 태종(太宗, 1367~1422)
- 조모 : 원경왕후 민씨(元敬王后 閔氏, 1365~1420)
  - 아버지 : 세종(世宗, 1397~1450)
- 외조부 : 청천부원군(靑川府院君) 심온(沈溫, 1375~1418)
- 외조모 : 삼한국대부인(三韓國大夫人) 순흥 안씨(順興 安氏, ?~1444)
  - 어머니 : 소헌왕후 심씨(昭憲王后 沈氏, 1395~1446)

### 부인과 손자녀
| - 정부인 : 대방부부인 송씨(帶方府夫人 宋氏, ?~1507) : 송복원(宋復元)의 딸이자 단종비 정순왕후의 고모 - 장녀 : 길안현주 억천(吉安縣主 億千, 1457 ~ 1519) - 사위 : 구수영(具壽永, 1456 ~ 1523) - 외손자 : 능양위(綾陽尉) 구문경(具文璟, 1492~?) - 길안현주의 4남 - 외손부 : 휘신공주(徽愼公主, 1491 ~ ?) - 연산군의 장녀 - 외손녀 : 면천군부인 구씨(沔川郡夫人 具氏, 1480~1556) - 길안현주의 3녀 - 외손서 : 안양군 이항(安陽君 李㤚, 1480~1505) - 성종의 3남 | - 계부인 : 춘성부부인 해주 정씨(春城府夫人 鄭氏) - 정충경(鄭忠敬)의 딸 - 2계부인 : 연성부부인 연안 김씨(延城府夫人 金氏) - 장남 : 청풍군 이원(淸風君 李源, 1460 ~ 1505) - 며느리 : 배천 조씨 - 조원지(趙元祉)의 딸 - 손녀 : 영광 류씨 류방(柳房)의 처 - 며느리 : 무송 윤씨 - 윤자영(尹子濚)의 딸 - 손자 : 화림정(花林正) 이단(李檀, 1485 ~ 1551) - 손자 : 수성수(隋城守) 이순(李洵, 1497 ~ ?년 2월 14일) - 손녀 : 류광동(柳光同)의 처 - 며느리(측실) : 이름 미상 - 서손자 : 청연령(淸淵令) 이수충(李守忠, 1499 ~ ?) - 차녀 : 이모진(李毛珍, 1462 ~ ?) - 사위 : 곤양 배씨 배사종(裵嗣宗) - 3녀 : 순창 조씨 조덕온(趙德穩)의 처 |